# Marc Warren
Marc Warren, född 20 mars 1967 i Northampton, England, Storbritannien, är en engelsk skådespelare, mest känd för sin roll som Danny Blue i Hustle. Warren har bland annat också spelat rollen som Steve Dunham i Green Street Hooligans och rollen som menige Albert Blithe i Band of Brothers.

## Filmografi

### Film
- 2010 – Worried About the Boy (TV-film)
- 2010 – Do Elephants Pray?
- 2008 – Wanted
- 2007 – Ballet Shoes (TV-film)
- 2006 – Hogfather (TV-film)
- 2006 – Dracula (TV-film)
- 2006 – The Lives of the Saints
- 2006 – No Night Is Too Long (TV-film)
- 2006 – Land of the Blind
- 2005 – Me, Myself & Kubrick
- 2005 – Hellraiser: Deader
- 2005 – Green Street Hooligans
- 2004 – Marple: The Murder at the Vicarage (TV-film)
- 2004 – Marple: The Body in the Library (TV-film)
- 2004 – Pretending to Be Judith (TV-film)
- 2004 – Secrets (kortfilm)
- 2003 – Reversals (TV-film)
- 2003 – The Silent Treatment (kortfilm)
- 2003 – The Principles of Lust
- 2003 – Song for a Raggy Boy
- 2003 – Perfect (kortfilm)
- 2002 – Revengers Tragedy
- 2002 – Al's Lads
- 2002 – f2point8 (kortfilm)
- 2001 – Men Only (TV-film)
- 2001 – Bomben (TV-film)
- 2000 – Free Spirits
- 1998 – Alice i spegellandet (TV-film)
- 1998 – B. Monkey
- 1998 – Dad Savage
- 1997 – Mavis Davis - en divas sista dagar
- 1996 – Hidden in Silence (TV-film)
- 1996 – Shine
- 1995 – The Adventures of Young Indiana Jones: Attack of the Hawkmen (TV-film)
- 1995 – Boston Kickout
- 1995 – Prime Suspect: Scent of Darkness (TV-film)
- 1994 – Sharpe's Company (TV-film)
- 1992 – An Ungentlemanly Act (TV-film)
- 1991 – Gawain and the Green Knight

### TV-serie
- 2024 – The Red King (TV-serie)
- 2014 The Musketeers
- 2010-2011 - Mad Dogs (4 avsnitt)
- 2010 - Accused (1 avsnitt)
- 2010 - Ben Hur (2 avsnitt)
- 2008 - Mutual Friends (6 avsnitt)
- 2008 - Burn Up (2 avsnitt)
- 2008 - Messiah: The Rapture (? avsnitt)
- 2004-2007 - Hustle (24 avsnitt)
- 2007 - Life on Mars (1 avsnitt)
- 2006 - Doctor Who (1 avsnitt)
- 2005 - Vincent (1 avsnitt)
- 2005 - Twisted Tales (1 avsnitt)
- 2003 - Poirot (1 avsnitt)
- 2003 - Den tredje makten (6 avsnitt)
- 2002 - Look Around You (1 avsnitt)
- 2002 - Clocking Off (1 avsnitt)
- 2001 - Fyra vänner (1 avsnitt)
- 2001 - Band of Brothers (3 avsnitt)
- 2000 - Taxi! (1 avsnitt)
- 1999-2000 - Brottsplats Soho (9 avsnitt)
- 1999 - Oliver Twist (4 avsnitt)
- 1998 - How Do You Want Me? (1 avsnitt)
- 1997 - Wycliffe (1 avsnitt)
- 1997 - Highlander (1 avsnitt)
- 1996 - Ett fall för Frost (1 avsnitt)
- 1995 - The Bill (1 avsnitt)
- 1995 - Ghostbusters of East Finchley (3 avsnitt)
- 1993 - Tillbaka till Aidensfield (1 avsnitt)
- 1992 - Between the Lines (1 avsnitt)
- 1992 - Sam Saturday (1 avsnitt)
- 1992 - Grange Hill (4 avsnitt)
- 1991 - Casualty (1 avsnitt)
- 1989 - Doctor Who (1 avsnitt)